# نادژدا پریشچپا
نادژدا پریشچپا (اوکراینی: Дергаченко؛ ۲۸ ژوئن ۱۹۵۶ – ) قایقران روئینگ اهل اتحاد جماهیر شوروی سوسیالیستی بود.
وی در مسابقات کشوری و بین‌المللی در مجموع برندهٔ ۲ مدال طلا، ۲ مدال نقره شده‌است.